# (4828) Miseno
(4828) Miseno es un asteroide perteneciente a los asteroides troyanos de Júpiter descubierto por Carolyn Jean S. Shoemaker desde el observatorio del Monte Palomar, Estados Unidos, el 11 de septiembre de 1988.

## Designación y nombre
Miseno recibió inicialmente la designación de 1988 RV.
Más adelante, en 1991, se nombró por Miseno, un personaje de la mitología grecolatina.

## Características orbitales
Miseno está situado a una distancia media de 5,17 ua del Sol, pudiendo alejarse hasta 5,393 ua y acercarse hasta 4,947 ua. Tiene una excentricidad de 0,04318 y una inclinación orbital de 14,9 grados. Emplea 4294 días en completar una órbita alrededor del Sol.

## Características físicas
La magnitud absoluta de Miseno es 10,4 y el periodo de rotación de 12,87 horas.